# Skogskyrkogården
Skogskyrkogården (phát âm [ˈskûːɡsɕʏrkʊˌɡoːɖɛn]; Swedish cho '"Nghĩa trang rừng"') là một nghĩa trang nằm ở Enskededalen, một quận phía Nam của Stockholm, Thụy Điển. Được thiết kế bởi Gunnar Asplund và Sigurd Lewerentz, công trình phản ánh sự phát triển của kiến trúc từ chủ nghĩa cổ điển Bắc Âu cho đến chủ nghĩa chức năng thuần thục.
Nơi đây là sự pha trộn của thảm thực vật, địa hình với các công trình kiến trúc, lợi dụng các điều kiện bất thường để tạo ra một cảnh quan phù hợp với chức năng của nó là một nghĩa trang. Với những con đường rải sỏi quanh co, uốn lượn, những bức tượng và rất nhiều những cây thông. Skogskyrkogården đã tạo ra một ảnh hưởng sâu sắc tới các nghĩa trang trên thế giới.

## Lịch sử

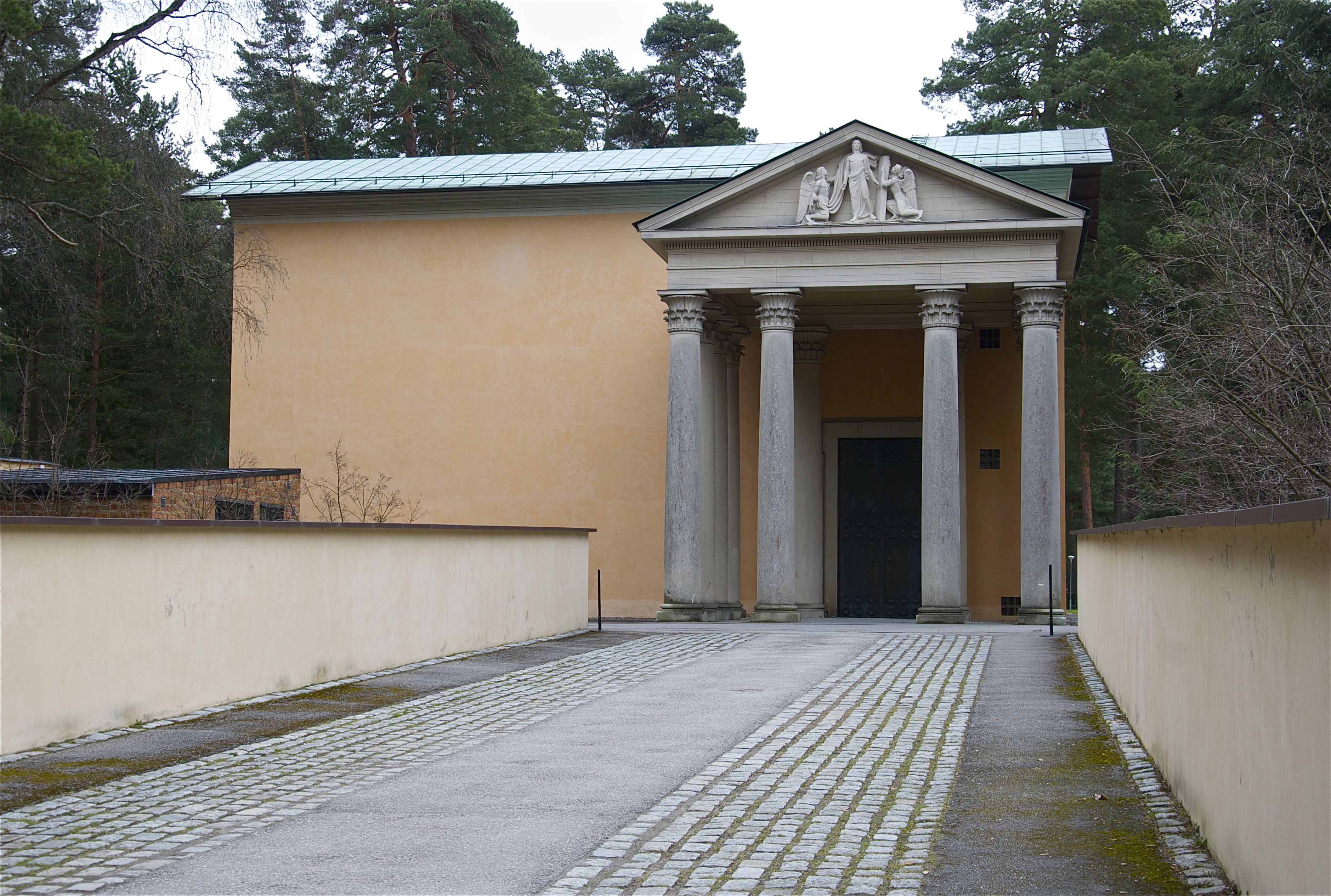
Uppståndelsekapellet (Nhà nguyện Phục Sinh), thiết kế bởi Sigurd Lewerentz

Skogskyrkogården được xây dựng sau một cuộc thi quốc tế năm 1915 về các thiết kế của một nghĩa trang mới tại Enskededalen, phía nam Stockholm, Thụy Điển. Và bản thiết kế của kiến trúc sư trẻ Gunnar Asplund và Sigurd Lewerentz đã được lựa chọn. Sau khi những sửa đổi được thực hiện cho thiết kế dựa trên khuyến nghị của ban giám khảo cuộc thi, công việc xây dựng bắt đầu vào năm 1917, trên mảnh đất là mỏ đá sỏi cũ đã bị lấn áp bởi sự phát triển của loài thông. Giai đoạn đầu tiên được hoàn thành ba năm sau đó. Hai kiến trúc sư đã sử dụng cảnh quan tự nhiên tạo ra một môi trường khác lạ với vẻ đẹp thanh bình sau này đã tạo ra ảnh hưởng sâu sắc về thiết kế tới các nghĩa trang trên thế giới. Mô hình này là tiền đề cho việc thiết kế Nghĩa trang Ohlsdorf tại Hamburg và Waldfriedhof ở Munich nhưng có những bức tranh tân cổ điển của Caspar David Friedrich.
Các kiến trúc sư đã thiết kế toàn bộ khu phức hợp, từ phong cảnh đến chiếc đèn nhỏ nhất, mặc dù cũng có những tác phẩm điêu khắc tích hợp của Carl Milles. Sự đóng góp của Lewerentz chủ yếu liên quan đến cảnh quan nhưng còn có cả lối vào chính và "Uppståndelsekapellet" hay Nhà nguyện phục sinh cổ điển được xây dựng vào năm 1925. Asplund dành chủ yếu công việc của mình đối với các tòa nhà, và nhà hỏa táng nhỏ được xây dựng vào năm 1935 mang phong cách Bắc Âu cổ điển.
Vào năm 1994, Skogskyrkogården đã được UNESCO công nhận là Di sản thế giới và mặc dù nó không có nhiều nhân vật nổi tiếng được chôn cất tại đây như Nghĩa trang phía Bắc Stockholm, một nghĩa trang lâu đời và là địa điểm du lịch nổi tiếng hơn. Tại nhà rạp Tallum, một tòa nhà được Asplund thiết kế ban đầu là nơi ở của nhân viên, du khách có thể xem triển lãm về nghĩa trang, câu chuyện về nguồn gốc của nó và hai kiến trúc sư tài năng đã tạo ra nó.

## Nhân vật đáng chú ý
- Artur Adson, (1889–1977), nhà thơ, nhà văn và nhà phê bình Estonia (Vị trí)
- Gunnar Asplund (1885–1940), kiến trúc sư (Vị trí)
- Tim Bergling (1989–2018), nhạc sĩ và DJ, được biết đến với nghệ danh là Avicii. (Tang lễ được tổ chức tại đây còn hài cốt được chôn cất tại nghĩa trang của nhà thờ Hedvig Eleonora) [2]
- Brasse Brännström (1945–2014), diễn viên
- Arthur Fischer (1897–1991), diễn viên
- Siegfried Fischer (1894–1976), diễn viên
- Gustav Fonandern (1880–1960), kiến trúc sư, ca sĩ (Vị trí)
- Greta Garbo (1905–1990), nữ diễn viên (Vị trí)
- Alma Johansson (1880–1974), nhà truyền giáo (Vị trí)
- Pelle Lindbergh (1959–1985), thủ môn khúc côn cầu của đội tuyển quốc gia Thụy Điển và câu lạc bộ Philadelphia Flyers của giải NHL
- Ivar Lo-Johansson (1901–1990), nhà văn (Vị trí)
- Oscar A.C. Lund (1885–1963), diễn viên phim câm, đạo diễn (Vị trí)
- Anton Nilson (1887–1989), nhà cách mạng cộng sản (Vị trí)
- Quorthon (1966-2004), nhạc sĩ (Vị trí Lưu trữ ngày 6 tháng 6 năm 2020 tại Wayback Machine)
- Lennart "Nacka" Skoglund (1929–1975), ngôi sao bóng đá (Vị trí)
- Marie Under (1883–1980), nhà thơ Estonia
- Per Yngve Ohlin (1969 - 1991), bí danh Dead, cựu ca sĩ của ban nhạc Mayhem

## Thư viện ảnh

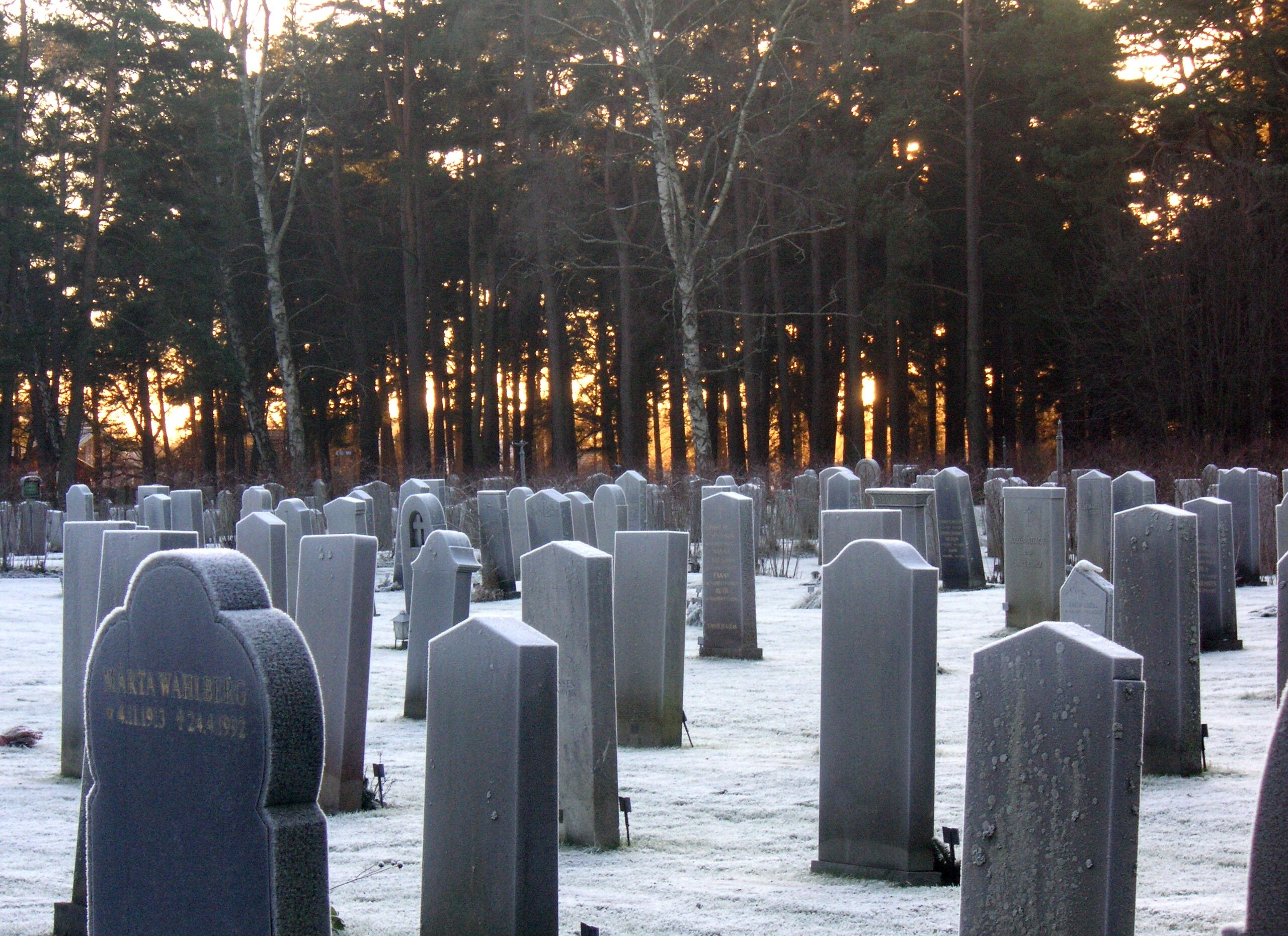
Các mộ tại nghĩa trang
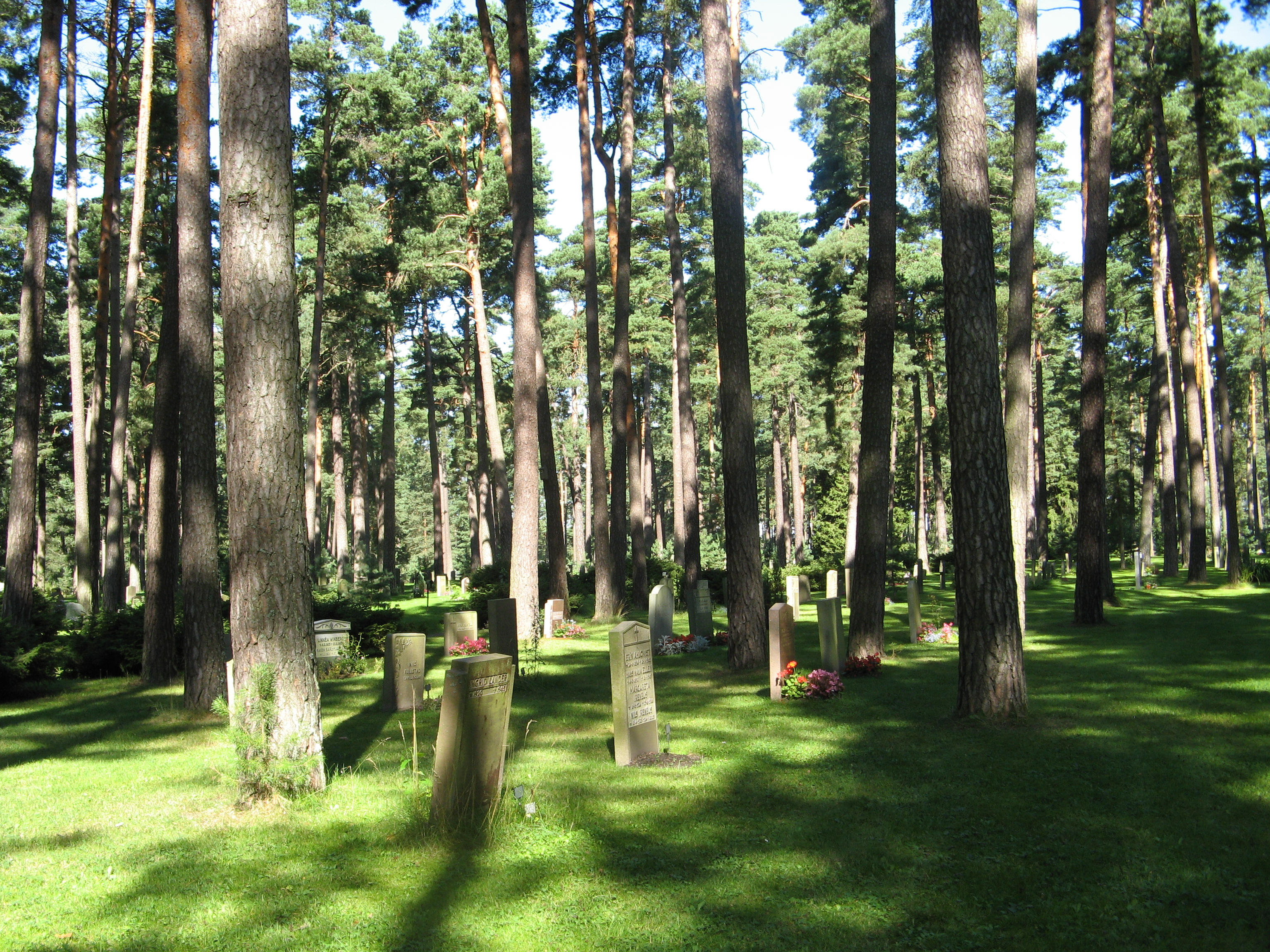
Nghĩa trang rừng
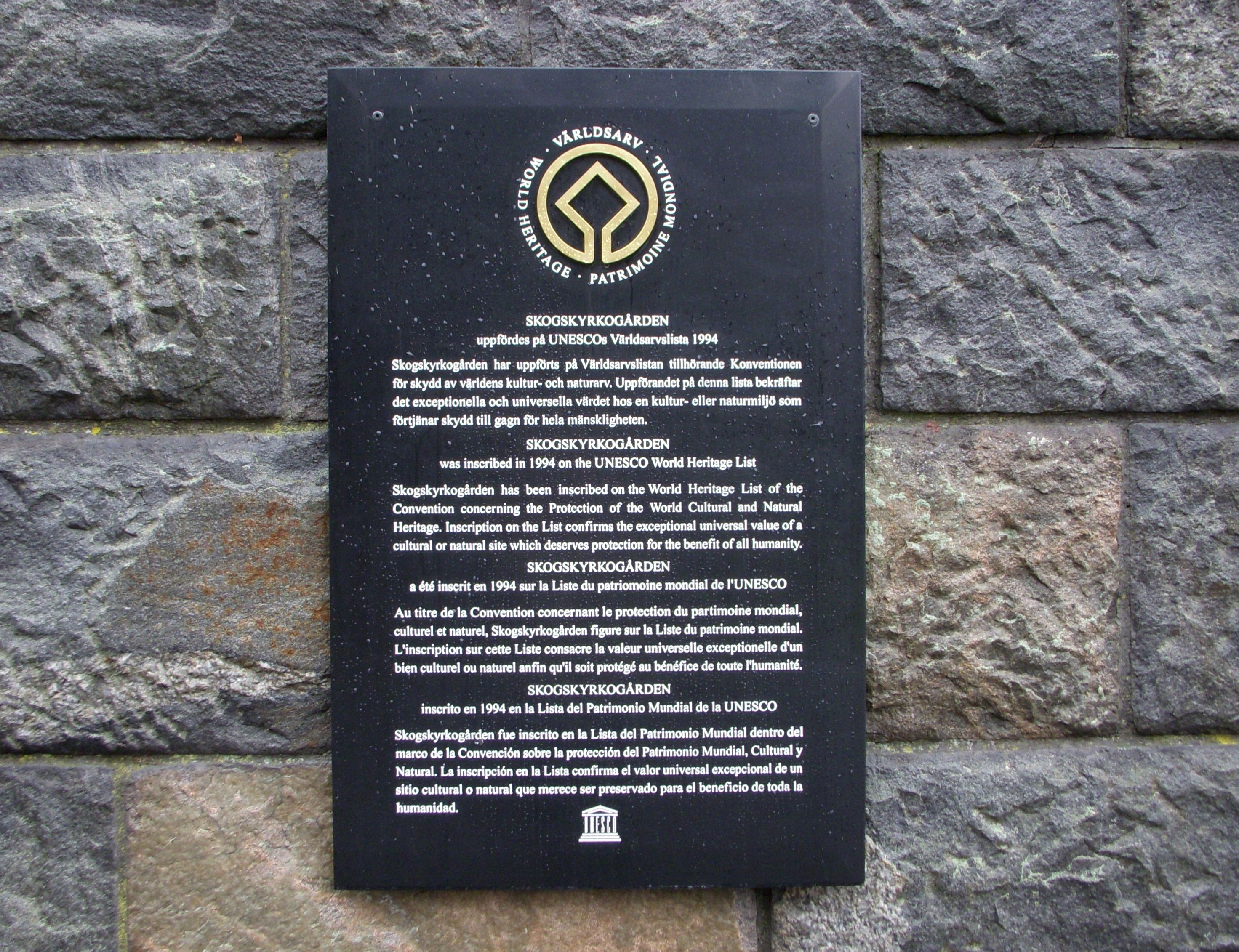
Bảng thông tin ở lối vào chính của Nghĩa trang rừng được công nhận Di sản thế giới
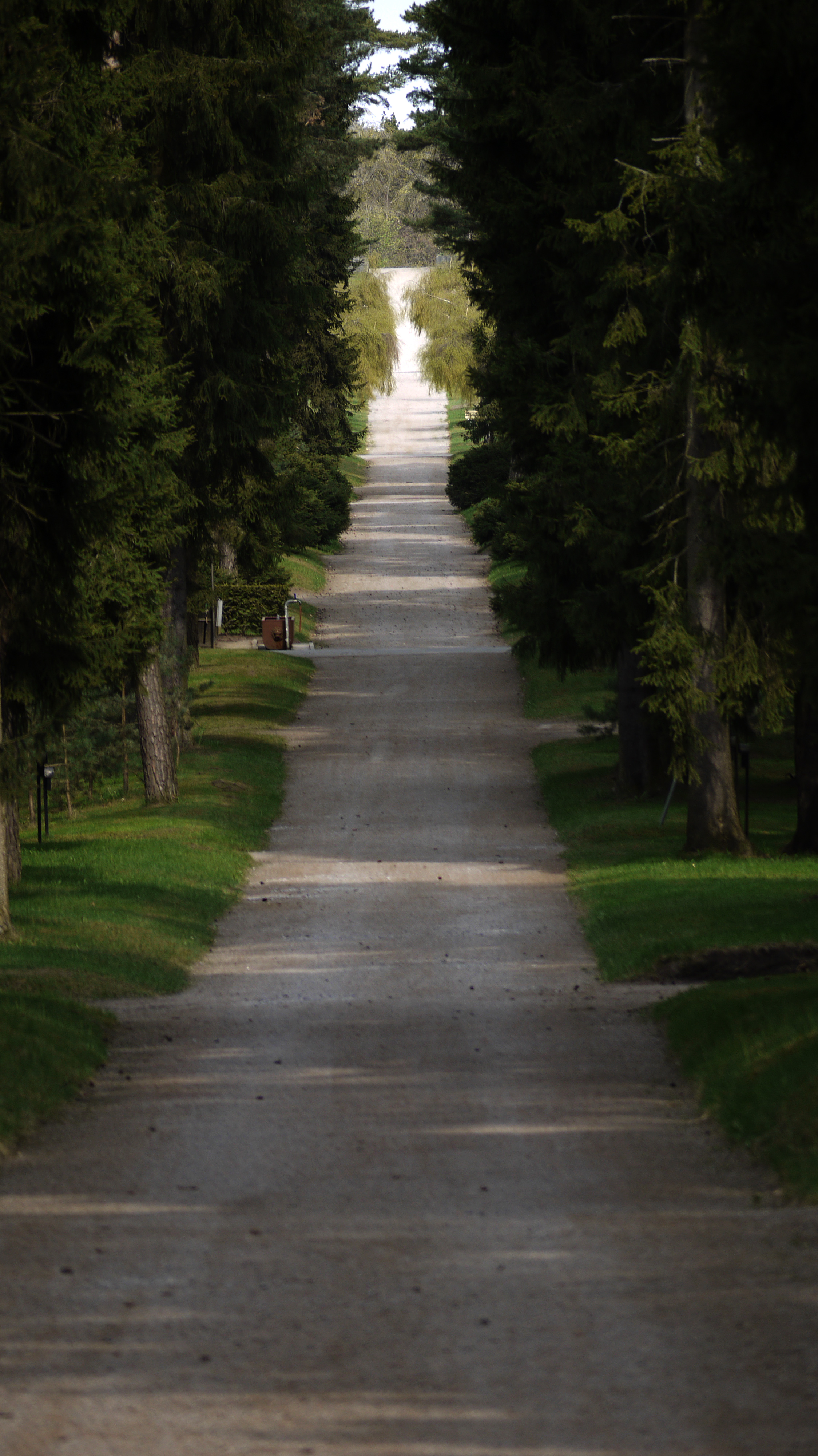
Con đường của 7 điều tốt lành
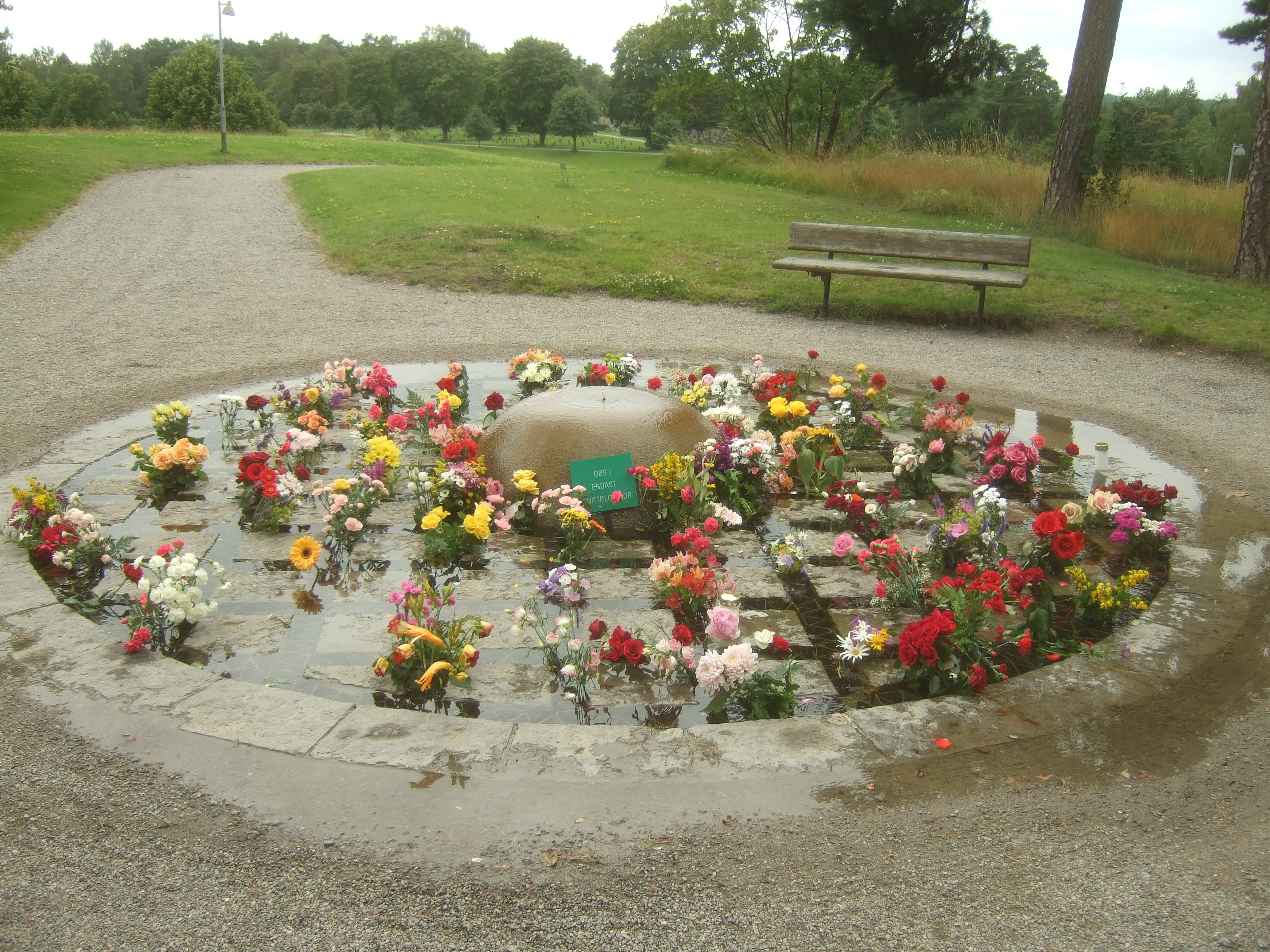
Địa điểm tưởng niệm
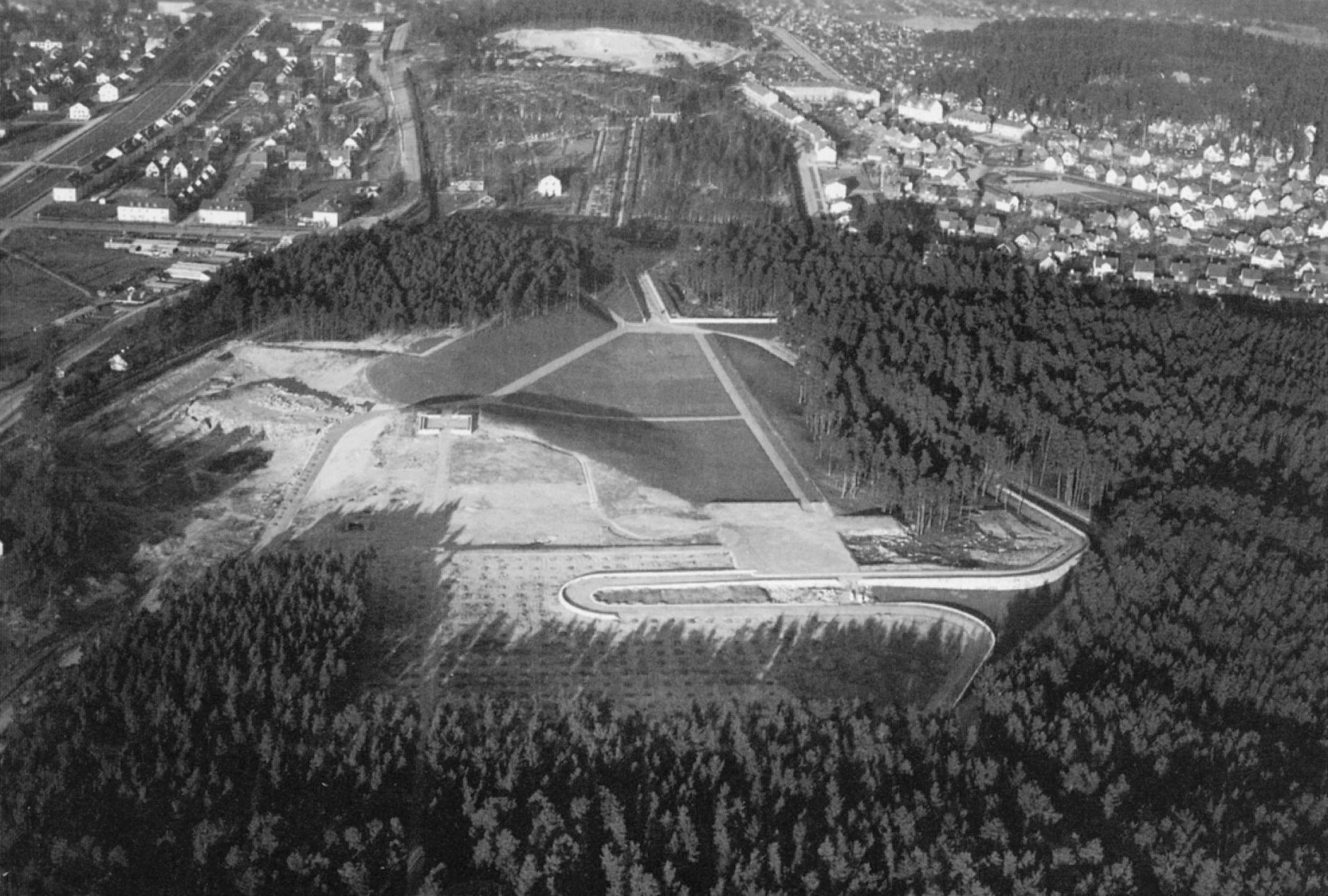
Skogskyrkogården năm 1930
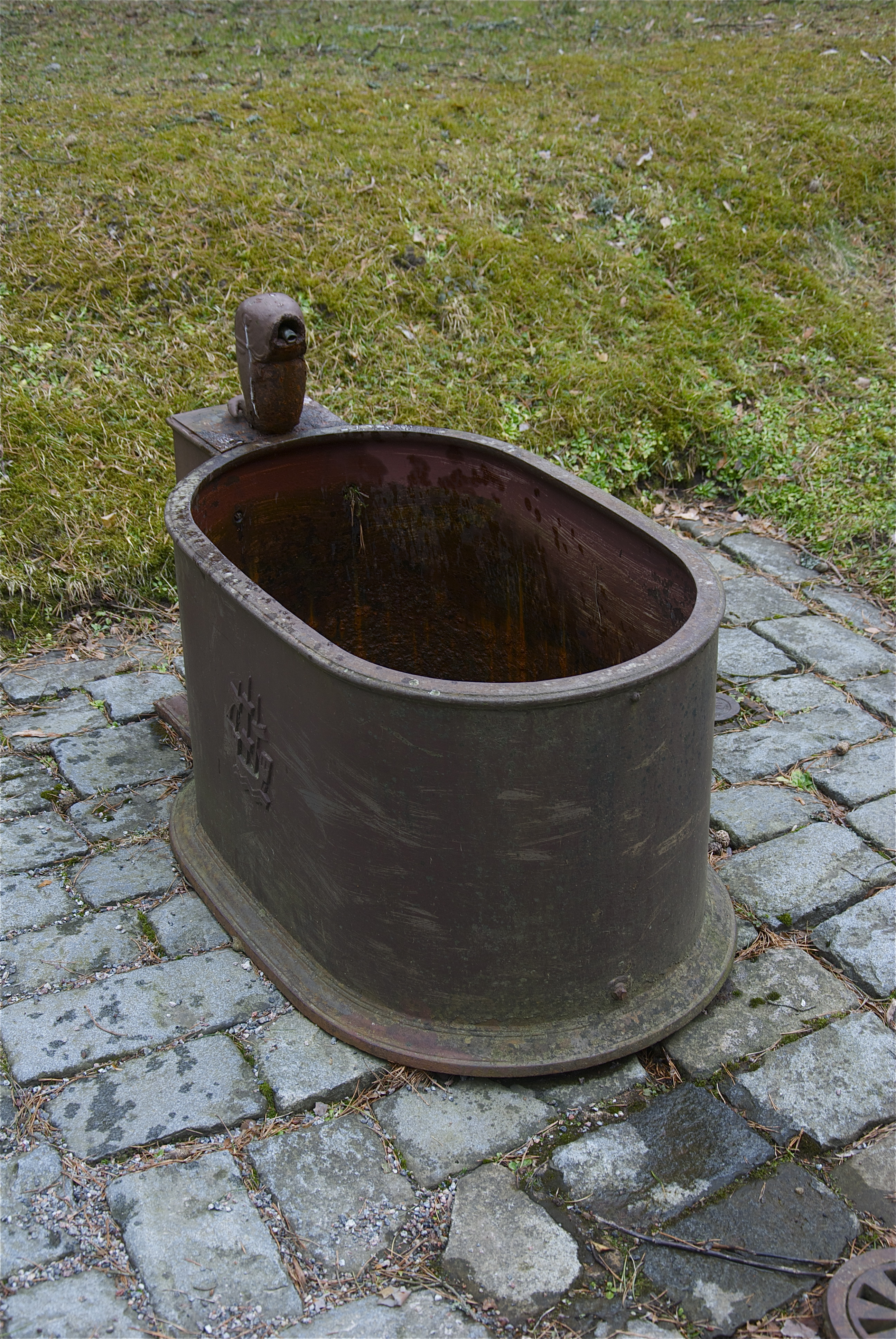
Máng ở Skogskyrkogården